# Bernat Picornell i Richier
Bernat Picornell i Richier   (Marsella, 31 de desembre de 1883 - Barcelona, 27 de setembre de 1970) fou un nedador i dirigent esportiu introductor de la natació a Catalunya.

## Biografia
Fill d'un capità mallorquí la família del qual vivia a Marsella, de jove havia participat en campionats de natació a la seva ciutat nadiua. Es traslladà a Barcelona el 1905, on continuà el seu interès amb el món de l'esport i es relacionà amb Manuel Grau Solé (anomenat Don Gimnàs, professor d'esgrima del Gimnàs Solé) amb qui fundà el Club Natació Barcelona el 1907, degà de la natació a Catalunya i Espanya. S'establí primer als Banys Orientals de la Barceloneta i després als Banys de Sant Sebastià.
Va escriure les primeres cròniques de la natació de tot Espanya a les columnes d'El Mundo Deportivo. Era una persona ben relacionada amb les grans personalitats mundials de la natació i de l'esport en general com ara el baró de Coubertin –creador dels actuals Jocs Olímpics– de qui era amic personal i amb el qual compartia les seves idees sobre l'esport amateur. Fou molts anys president del club, així com de la Federació Espanyola de Natació i del Bureau de la Federation Internationale de Natation Amateur.
Fou un dirigent esportiu molt actiu, organitzà la primera Copa Nadal de natació al port de Barcelona, així com els primers partits de waterpolo a Catalunya. Va morir a Barcelona el 1970 poc després d'haver finalitzat els Campionats d'Europa de Natació que aconseguí per a la ciutat.
Actualment, les Piscines Picornell de Montjuïc on es va celebrar el waterpolo l'any 1992 i la natació sincronitzada en els campionats del món de 2003 porten el seu nom.